# Skalka u Kyjova
Skalka ist eine Gemeinde in Tschechien. Sie liegt sieben Kilometer nordöstlich von Kyjov und gehört zum Okres Hodonín.

## Geographie

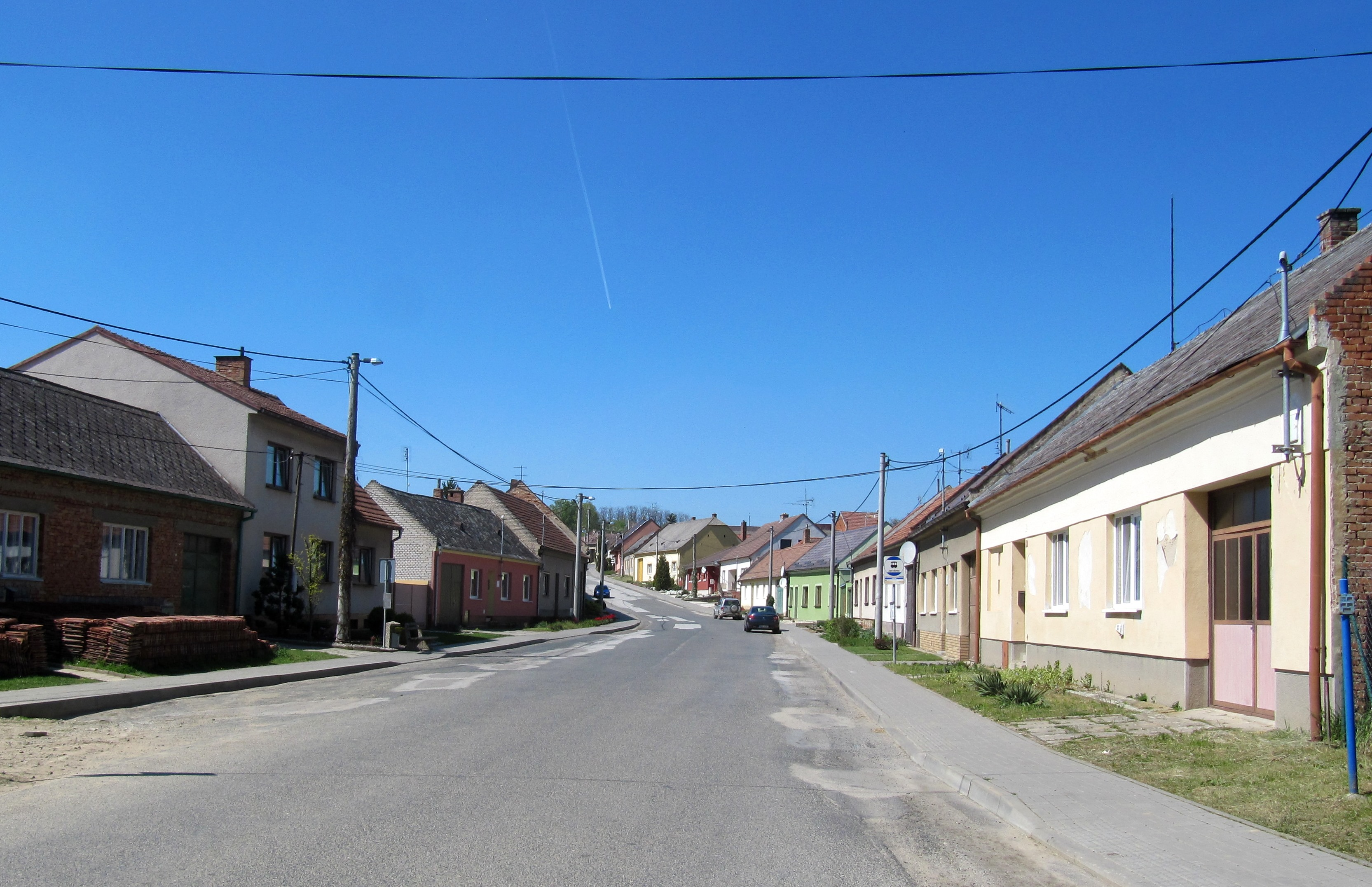
Hauptstraße in Skalka

Skalka befindet sich im Hügelland Kyjovská pahorkatina. Das Dorf liegt an den Hängen beiderseits des Baches Skalecký potok. Nordöstlich erhebt sich die Hačky (346 m), im Südwesten die Budy (310 m) und nordwestlich die Šepruny (303 m). Gegen Süden liegt der Trinkwasserstausee Dolní Ježov.
Nachbarorte sind Podhoří und Labuty im Norden, Osvětimany und Hruškovice im Nordosten, Hostějov und Újezdec im Osten, Ježov und Žádovice im Süden, Hýsly im Südwesten, Dolní Moštěnice und Moravany im Westen sowie Čeložnice und Josefinský Dvůr im Nordwesten.

## Geschichte
Die erste schriftliche Erwähnung des Dorfes erfolgte 1318 in einer Besitzbestätigungsurkunde König Johann von Luxemburgs für Johann von Neuhaus. Dieser überließ Skalka noch im selben Jahre im Zuge eines Gütertausches dem Bistum Olmütz. Nachfolgend wurde Skalka als bischöfliches Lehngut an verschiedene Besitzer ausgereicht. Später wurde Skalka zur Herrschaft Buchlov untertänig und unterstand bis 1748 dem Lowczowe prawo. Bis zur Mitte des 19. Jahrhunderts blieb Skalka immer zu Buchlov zugehörig.
Nach der Aufhebung der Patrimonialherrschaften bildete Skalka ab 1850 eine Gemeinde in der Bezirkshauptmannschaft Gaya. 1957 entstand an Stelle des alten Gemeindespeichers das Gemeindeamt, das später um den Anbau eines Spritzenhauses erweitert wurde. Nach der Aufhebung des Okres Kyjov wurde Skalka 1960 dem Okres Hodonín zugeordnet. Am 31. Dezember 2005 hatte Skalka 178 Einwohner.

## Gemeindegliederung
Für die Gemeinde Skalka sind keine Ortsteile ausgewiesen. Skalka besteht aus den Ortslagen Dědina, Pod Skalú, Drahy, Za Humny und Za Kaplí.

## Sehenswürdigkeiten

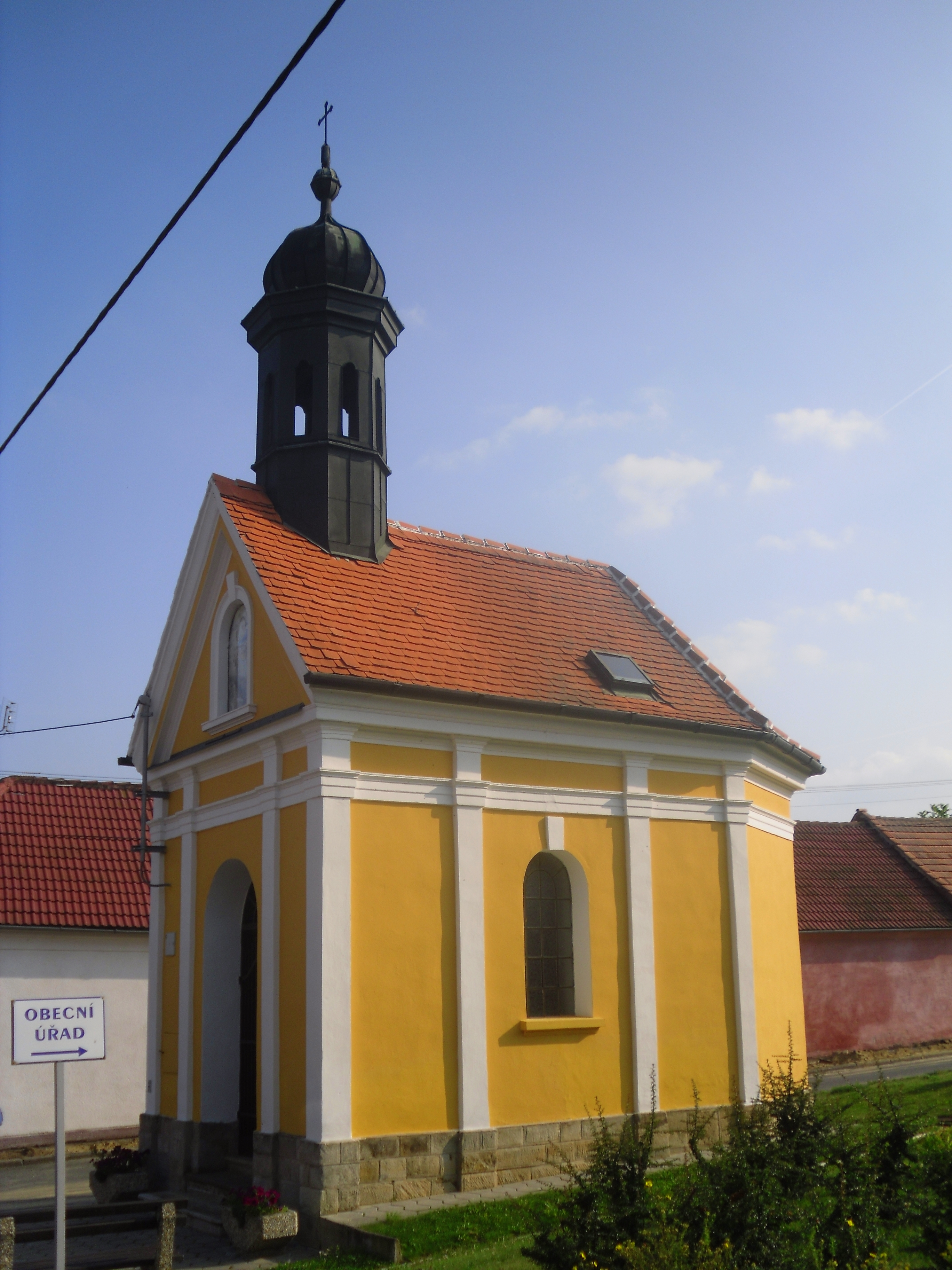
Kapelle des hl. Josef

- Kapelle des hl. Josef, erbaut zwischen 1904 und 1907. Der Gedanke des Baus einer Kapelle entstand 1898 anlässlich des 50. Thronjubiläums Kaiser Franz Josefs. 1904 kaufte der Bürgermeister Jan Zelenka ein Grundstück im Ortszentrum vom Pfarrer. Drei Jahre später erfolgte die Weihe. In den Jahren 1983–1984 erfolgte eine Instandsetzung. Nach dem Abbruch des Hauses Nr. 17 wurde 2001 die Umgebung der Kapelle umgestaltet und eine Grünfläche mit Parkplatz angelegt. Die letzte Instandsetzung erfolgte 2005.
- Naturdenkmal Hošťálka, Trockenhang östlich des Dorfes
- Denkmal für die Opfer beider Weltkriege in der Ortslage Dědina, errichtet 1968
- Sandsteinskulpturen Maria Sieben Schmerzen und Johannes von Nepomuk, geschaffen 1889 auf Veranlassung der Familie Heršov
- Weinkeller Skalák an der Straße nach Ježov
- mehrere Wegekreuze